# خوش‌تیپ و گرتل
«خوش‌تیپ و گرتل» (به انگلیسی: Handsome and Gretel) سومین تک‌آهنگ از گروهٔ موسیقی پانک راک آمریکایی بیبز این توی‌لند می‌باشد. این ترانه بر روی وینیل ۷" منتشر گردید و بعدها در دومین آلبوم استودیویی گروه تحت عنوان فونتانل ظاهر شد.